# Lista över Indonesiens presidenter

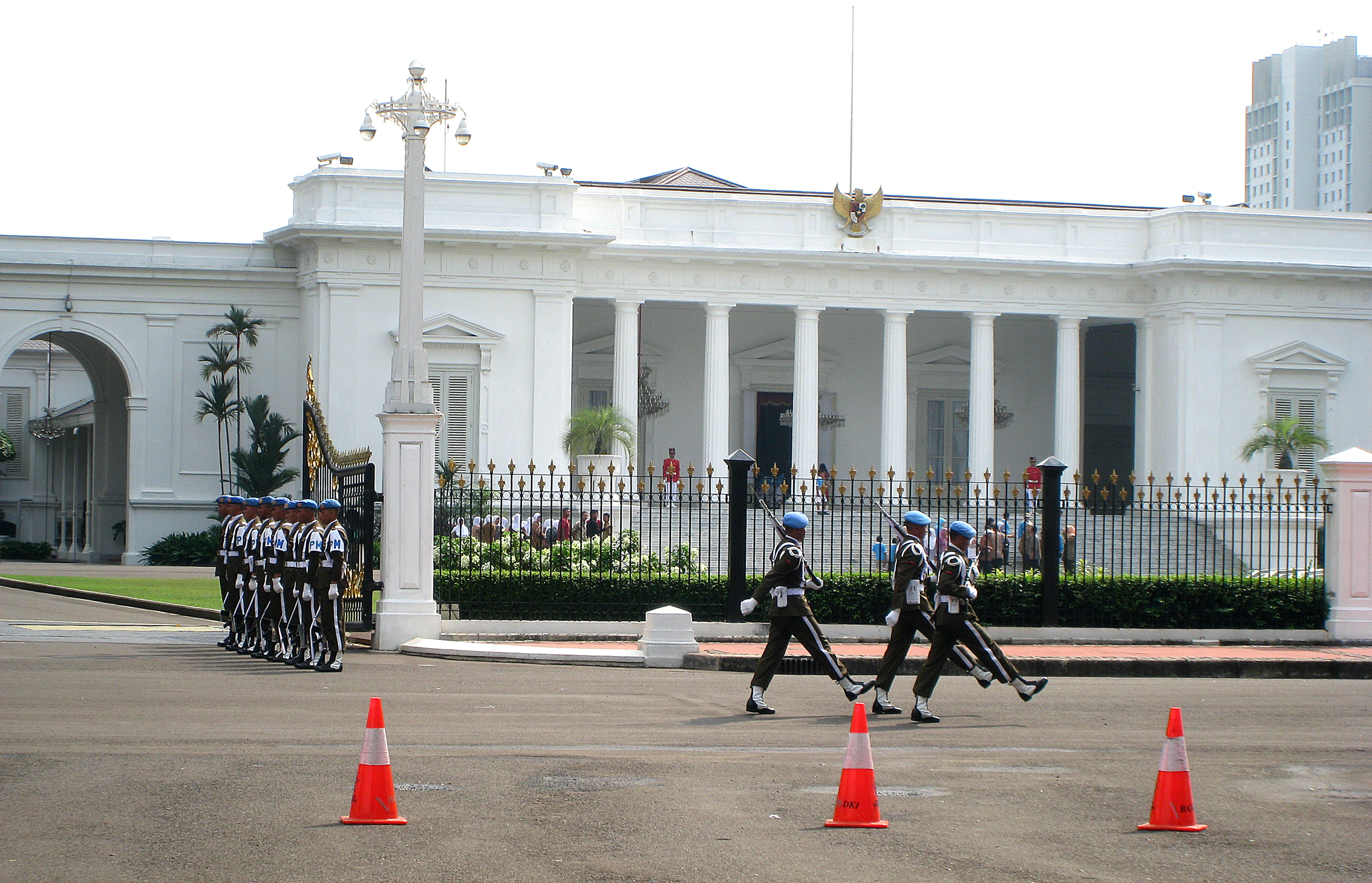
Merdekapalatset i Jakarta är presidentens officiella residens.

Indonesiens president är stats- och regeringschef för Indonesien och tillsätts genom allmänna val. Under presidenten har landet en vicepresident.
Presidenten tilldelas enligt Indonesiens konstitution all verkställande makt, och kan sitta i två mandatperioder om fem år.

## Lista över presidenter
| Nr | President                    | President                 | Tillträdde      | Avgick          | Politiskt parti                       | Vicepresident          |
| -- | ---------------------------- | ------------------------- | --------------- | --------------- | ------------------------------------- | ---------------------- |
| 1  |                              | Sukarno                   | 18 augusti 1945 | 12 mars 1967    | Obunden                               | Mohammad Hatta         |
| 1  | Vakant 1956–1973             | Sukarno                   | 18 augusti 1945 | 12 mars 1967    | Obunden                               |                        |
| 2  |                              | Suharto                   | 12 mars 1967    | 21 maj 1998     | Golkar                                |                        |
| 2  | Sri Sultan Hamengkubuwono IX | Suharto                   | 12 mars 1967    | 21 maj 1998     | Golkar                                |                        |
| 2  | Adam Malik                   | Suharto                   | 12 mars 1967    | 21 maj 1998     | Golkar                                |                        |
| 2  | Umar Wirahadikusumah         | Suharto                   | 12 mars 1967    | 21 maj 1998     | Golkar                                |                        |
| 2  | Sudharmono                   | Suharto                   | 12 mars 1967    | 21 maj 1998     | Golkar                                |                        |
| 2  | Try Sutrisno                 | Suharto                   | 12 mars 1967    | 21 maj 1998     | Golkar                                |                        |
| 2  | Bacharuddin Jusuf Habibie    | Suharto                   | 12 mars 1967    | 21 maj 1998     | Golkar                                |                        |
| 3  |                              | Bacharuddin Jusuf Habibie | 21 maj 1998     | 20 oktober 1999 | Golkar                                | Vakant                 |
| 4  |                              | Abdurrahman Wahid         | 20 oktober 1999 | 23 juli 2001    | Partai Kebangkitan Bangsa             | Megawati Sukarnoputri  |
| 5  |                              | Megawati Sukarnoputri     | 23 juli 2001    | 20 oktober 2004 | Partai Demokrasi Indonesia Perjuangan | Hamzah Haz             |
| 6  |                              | Susilo Bambang Yudhoyono  | 20 oktober 2004 | 20 oktober 2014 | Partai Demokrat                       | Jusuf Kalla            |
| 6  | Boediono                     | Susilo Bambang Yudhoyono  | 20 oktober 2004 | 20 oktober 2014 | Partai Demokrat                       |                        |
| 7  |                              | Joko Widodo               | 20 oktober 2014 | 20 oktober 2024 | Partai Demokrasi Indonesia Perjuangan | Jusuf Kalla            |
| 8  |                              | Prabowo Subianto          | 20 oktober 2024 | Nuvarande       | Stora Indonesiska rörelsepartiet      | Gibran Rakabuming Raka |

### Allmänna källor
- Wikisource: Constitution of Indonesia